# Tugulym
Tugulym (russisch Тугулы́м) ist eine Siedlung städtischen Typs in der Oblast Swerdlowsk in Russland mit 6001 Einwohnern (Stand 14. Oktober 2010).

## Geographie
Der Ort liegt etwa 250 km Luftlinie östlich des Oblastverwaltungszentrums Jekaterinburg und gut 50 km westlich des benachbarten Oblastzentrums Tjumen. Er befindet sich im westlichen Teil des Westsibirischen Tieflands, im Vorland des Ural, an der Tugulymka, einem linken Zufluss der 10 km südlich des Ortes fließenden Pyschma.
Tugulym ist Verwaltungszentrum des Stadtkreises Tugulym, zu dem insgesamt 51 Dörfer und ländliche Siedlungen gehören. Die Siedlung ist gemeindefrei, da es die entsprechende Verwaltungsebene (hier Stadtgemeinde/gorodskoje posselenije), wie in Stadtkreisen in Russland üblich, nicht gibt.

## Geschichte
Der Ort wurde erstmals gegen Ende des 17. Jahrhunderts erwähnt. Der Name, vermutlich von der ursprünglichen Bezeichnung des Flusses abgeleitet, ist turksprachiger Herkunft nicht endgültig geklärter Bedeutung und geht auf die vor der Besiedlung durch Russen in der Gegend ansässigen Tjumener oder sibirischen Tataren zurück. Am 17. Juni 1925 wurde Tugulym Verwaltungssitz eines nach ihm benannten Rajons. Seit 1962 besitzt es den Status einer Siedlung städtischen Typs. Zum 1. Januar 2006 wurde der Rajon in einen Stadtkreis umgewandelt.

### Bevölkerungsentwicklung
| Jahr | Einwohner |
| ---- | --------- |
| 1939 | 2995      |
| 1959 | 3288      |
| 1970 | 4574      |
| 1979 | 5052      |
| 1989 | 6908      |
| 2002 | 6241      |
| 2010 | 6001      |
| 2015 | 5803      |

Anmerkung: Volkszählungsdaten

## Verkehr
Bei einem Ortsteil etwa 6 km westlich des Zentrums liegt die Station Tugulym der Transsibirischen Eisenbahn (Streckenkilometer 2078 ab Moskau), die auf diesem Abschnitt 1885 eröffnet wurde und seit 1980 elektrifiziert ist, näher zur Ortsmitte noch der Haltepunkt 2083 km. Nördlich des Ortes führt entlang der Bahnstrecke die föderale Fernstraße R351 Jekaterinburg – Tjumen vorbei, Teil der Europastraße 22.